# The Royal and Ancient Golf Club of St Andrews
The Royal and Ancient Golf Club of St Andrews (ofte forkortet R&A) er en af verdens ældste golfklubber, og styringsorganet for golf over store dele af verden. R&A har sit hovedkontor i St Andrews i Skotland, som regnes for golfens hjemsted.
Klubben blev stiftet i 1754 som en lokal golfklub under navnet Society of St Andrews Golfers, men fik efterhånden stor betydning. I 1834 blev kong William IV klubbens beskytter og den fik sit nuværende navn. I 1897 fik klubben kodificeret golfens regler, og gradvis blev klubben inviteret til at overtage styringen af golfturneringer på andre baner.
R&A er i dag styringsorganet for golf i hele verden undtagen USA og Mexico, hvor The United States Golf Association (USGA) har ansvaret. R&A samarbejder dog med USGA om at udgive og revidere golfens regler (Rules of Golf) og fortolkninger af golfens regler (Decisions on the Rules of Golf).